# Jóna Margrét Ragnarsdóttir
Jóna Margrét Ragnarsdóttir (* 29. März 1983) ist eine ehemalige isländische Handballspielerin, die für die isländische Nationalmannschaft auflief.

## Karriere
Jóna Margrét Ragnarsdóttir spielte anfangs beim isländischen Verein UMF Stjarnan und wechselte zur Saison 2004/05 zum deutschen Bundesligisten TuS Weibern. Nachdem der TuS Weibern am Saisonende 2004/05 abgestiegen war, kehrte sie zum UMF Stjarnan zurück. Mit Stjarnan gewann sie 2007, 2008 und 2009 die isländische Meisterschaft sowie 2008 und 2009 den isländischen Pokal. In der Finalserie der Saison 2013/14 durchbrach Jóna Margrét Ragnarsdóttir als zweite Spielerin die Marke von 40 Treffern. Anschließend beendete sie ihre Karriere.
Sie lief für die isländische Juniorinnennationalmannschaft auf. Anschließend gehörte Jóna Margrét Ragnarsdóttir dem Kader der isländischen Nationalmannschaft an, mit der sie an der Europameisterschaft 2012 teilnahm.
Jóna Margrét Ragnarsdóttir übernahm zur Saison 2023/24 das Co-Traineramt beim isländischen Verein UMF Selfoss.